# Eriborus canus
Eriborus canus är en stekelart som först beskrevs av Tosquinet 1903.  Eriborus canus ingår i släktet Eriborus och familjen brokparasitsteklar. Inga underarter finns listade i Catalogue of Life.